# Kulho
Kulho är en ö i Finland. Den ligger i Skärgårdshavet och i kommunen Åbo i den ekonomiska regionen  Åbo ekonomiska region i landskapet Egentliga Finland, i den sydvästra delen av landet. Ön ligger nära Åbo och omkring 150 kilometer väster om Helsingfors.
Öns area är 1,81 kvadratkilometer och dess största längd är 2,5 kilometer i öst-västlig riktning. Ön höjer sig omkring 20 meter över havsytan. I omgivningarna runt Kulho växer i huvudsak barrskog.
Längst i väster finns den tidigare ön Karjaluoto. Kulho ligger norr om Kakskerta.

## Klimat
Inlandsklimat råder i trakten. Årsmedeltemperaturen i trakten är 3 °C. Den varmaste månaden är juli, då medeltemperaturen är 18 °C, och den kallaste är februari, med −11 °C.